# Артур и отмъщението на Малтазар
„Артур и отмъщението на Малтазар“ (на френски: Arthur et la vengeance de Maltazard) е френски анимационен филм от 2009 г. Режисиран е от Люк Бесон. Той е продължение на „Артур и минимоите“, а негово продължение е „Артур и войната на двата свята“. Озвучен е на български от Арс Диджитал Студио от Антоанета Добрева-Нети, Адриан Рачев, Албена Павлова, Александър Воронов, Василка Сугарева, Георги Николов, Георги Тодоров, а в дублажа на Доли Медия Студио по HBO от Адриана Андреева, Ива Апостолова, Стефан Стефанов, Цанко Тасев и Стоян Цветков.

## Дублаж

### Озвучаващи артисти
| Роля        | Изпълнител             |
| ----------- | ---------------------- |
| Артур       | Георги Николов         |
| Селения     | Антоанета Добрева-Нети |
| Бетамеш     | Живко Джуранов         |
| Арчибалд    | Калин Арсов            |
| Малтазар    | Георги Тодоров         |
| Дейзи       | Василка Сугарева       |
| Роуз        | Мина Костова           |
| Арманд      | Николай Пърлев         |
| Кралят      | Петър Върбанов         |
| Макс/Вождът | Адриан Рачев           |

| Обработка | Арс Диджитал Студио |
| --------- | ------------------- |